# Ortigosa del Monte
Ortigosa del Monte ist eine Gemeinde in der spanischen Provinz Segovia. Sie liegt im Süden der Autonomen Region Kastilien und León, an der Nordwestabdachung der Sierra de Guadarrama. Sie hat 587 Einwohner (Stand: 2024). Zwischen August 1970 und Februar 1980 war die heutige Gemeinde Teil der Kommune von Otero de Herreros.

## Geographie
Ortigosa del Monte liegt etwa zwölf Kilometer südsüdwestlich vom Stadtzentrum von Segovia in einer Höhe von ca. 1095 m. Durch die Gemeinde führt die Autopista AP-61.
Ortigosa del Monte befindet sich innerhalb der Zone des kontinentalen mediterranen Klimas.

## Bevölkerungsentwicklung
| Jahr      | 1970 | 1981 | 1991 | 2001 | 2011 | 2021 |
| Einwohner | 282  | 222  | 306  | 377  | 560  | 580  |

## Sehenswürdigkeiten
- Julianuskirche (Iglesia de San Julián)

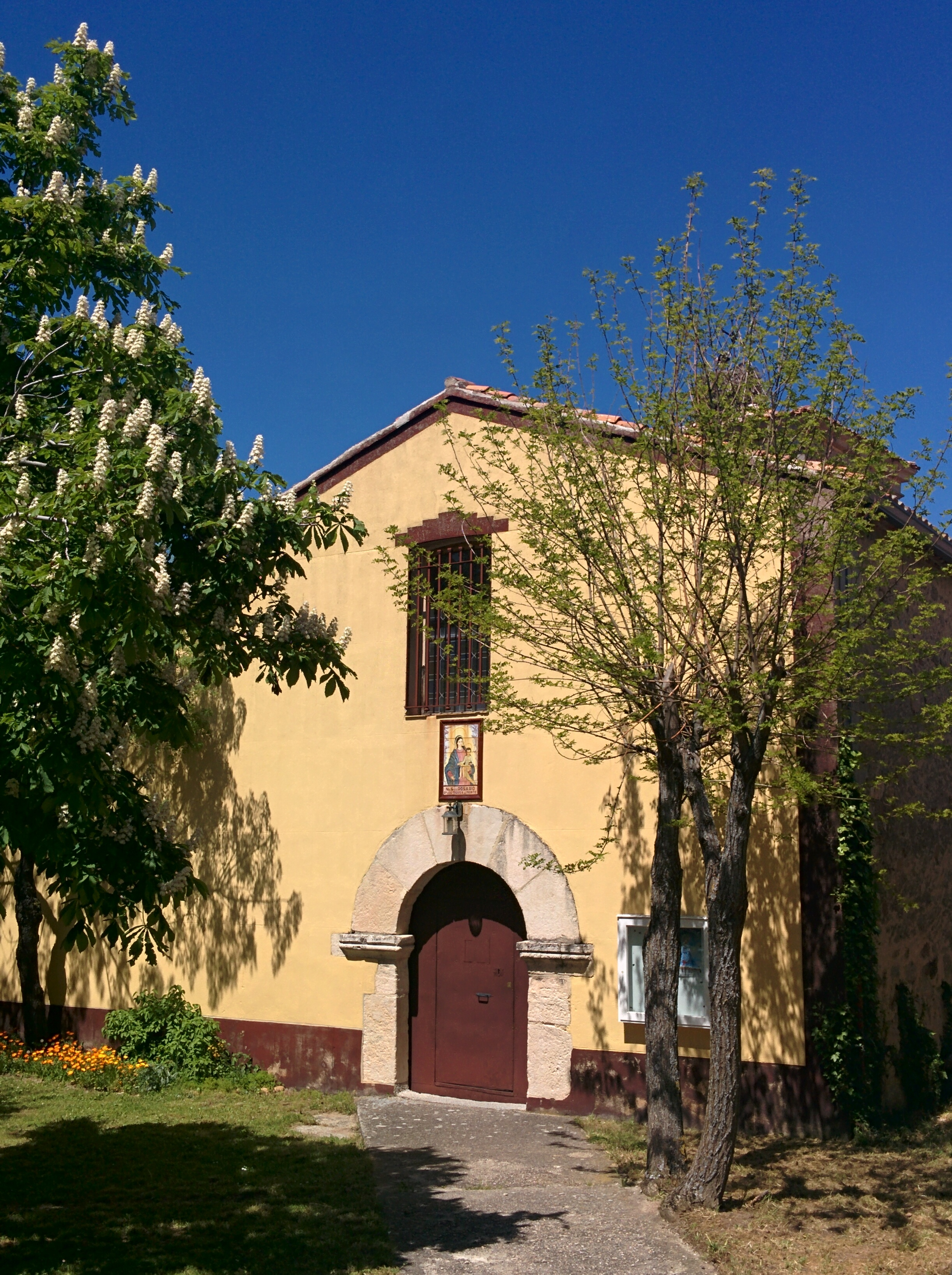
Julianuskirche
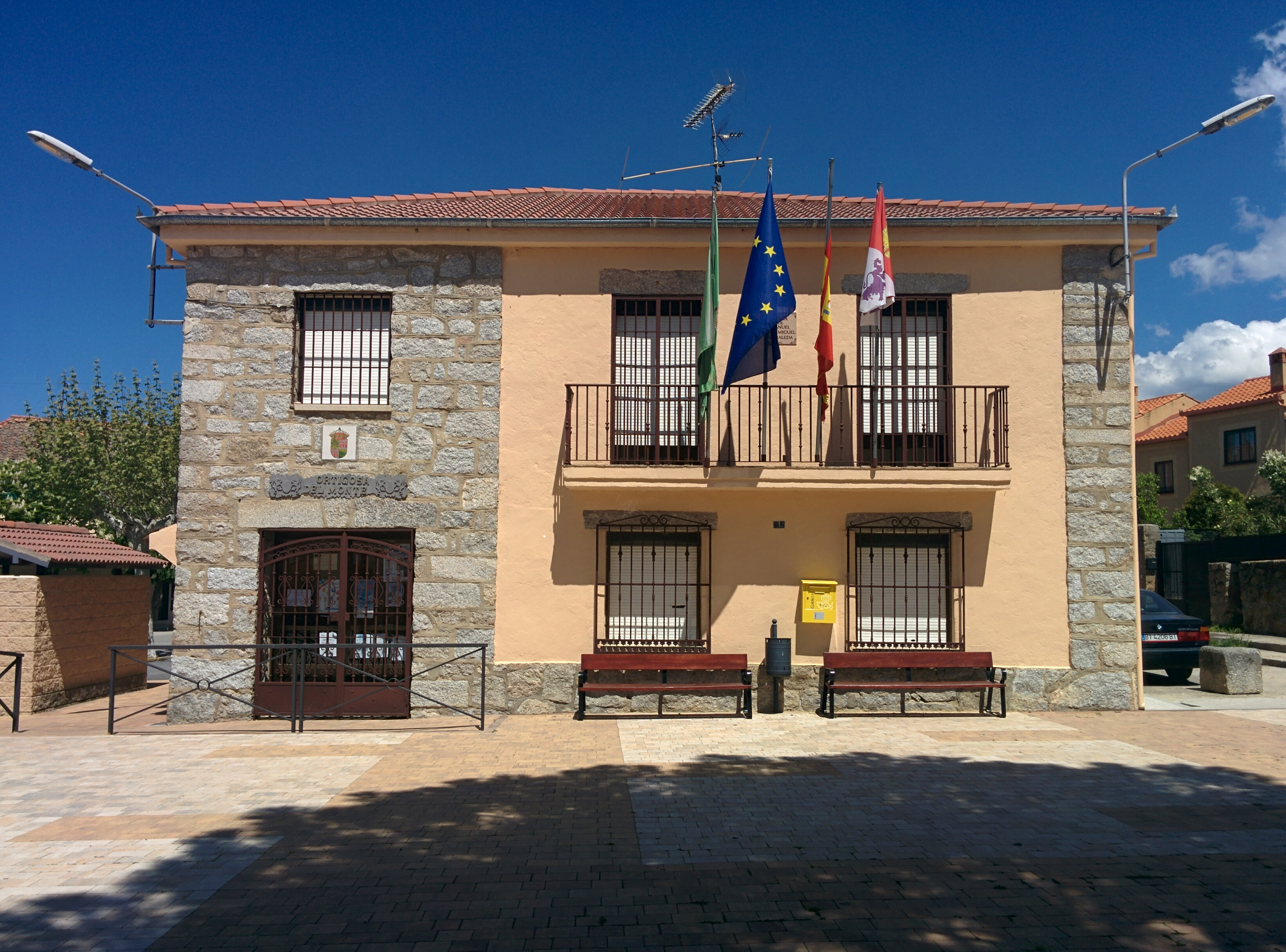
Rathaus